# Eksund
Eksund is een plaats in de gemeente Norrköping in het landschap Östergötland en de provincie Östergötlands län in Zweden. De plaats heeft 195 inwoners (2005) en een oppervlakte van 26 hectare.